# Brunonia. East Melbourne
Brunonia. East Melbourne (abreviado Brunonia) fue una revista con ilustraciones y descripciones botánicas que fue editada en Australia. Se publicaron 10 números en los años 1978-1987. Fue precedida por Contributions from Herbarium Australiense y reemplazada por Australian Systematic Botany.